# Céphalotaxine
La céphalotaxine (CET) ou omacétaxine est un alcaloïde dérivé de la benzoazépine, initialement isolé à partir de l'arbre Cephalotaxus, une espèce originaire principalement d'Asie. Les propriétés thérapeutiques importantes de la céphalotaxine ont attiré l'attention des chercheurs, notamment dans le domaine de la recherche sur le cancer, en raison de son potentiel antitumoral. De plus, cette molécule sert de précurseur pour la synthèse de plusieurs dérivés qui sont également dotés de propriétés anti-cancéreuses.  
Initiées en 1963 avec la première extraction et caractérisation de la CET, les recherches ont ensuite progressé notamment grâce à des méthodes innovantes permettant d'obtenir jusqu'à 2Kg de CET pure à partir d'une tonne de feuilles récoltées. Les études sur la structure de la CET et ses analogues ont réellement débuté en 1969, suivies des premières publications sur les différentes voies de synthèse de la Céphalotaxine en 1972.

## Synthèse

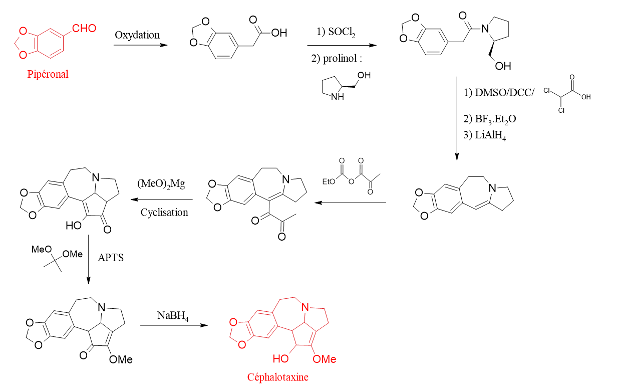
Synthèse de Weinreb

La synthèse de Weinreb permet de synthétiser la céphalotaxine bien que le rendement global soit relativement faible, atteignant seulement 2,7%. C'est une voie de synthèse en 13 étapes dont le réactif de départ est le pipéronal, sur lequel est additionnée un prolinol (en) qui permet ensuite d'ajouter 2 nouveaux cycles dans la molécule. Un cycle supplémentaire est encore ajouté grâce à une dicétone qui est ensuite réduite à l'aide de NaBH4 pour obtenir la céphalotaxine.  
Plusieurs autres chimistes s'inspirent de cette voie pour proposer des méthodes alternatives de synthèse de la CET avec de nouvelles stratégies de formation de l'énamine. Parmi ces méthodes, on peut trouver :   
- La synthèse de Dolby en 8 étapes à partir du pipéronal et dont le rendement global est de 3%[8]. Dans cette synthèse, la formation des nouveaux cycles se fait par activation photochimique. La fonction lactame formée est ensuite réduite par LiAlH4 suivi d'une oxydation qui permet l'élaboration de l'énamine et donc de la CET.
- La synthèse de Weinstein en 9 étapes à partir du benzodioxole et dont le rendement est de 15%[9] . La cyclisation se fait par réaction de Friedel-Crafts. Le cycle pyrrole et le carbonyle sont ensuite réduits en amine qui est finalement oxydée en énamine.

Il est possible également de parvenir à la CET à partir de l'acide homovératrique, selon la voie de synthèse de Hanaoka. Ce chemin de 12 étapes reste similaire à la synthèse de Weinreb avec certains réactifs différents. Le rendement de cette voie sera plus élevé pour atteindre 6,2%.  

## Dérivés
Les dérivés de la CET sont généralement obtenus par estérification de cette dernière. Ils ont une activité antitumorale due à leur capacité à inhiber la synthèse des protéines. Ces dérivés se distinguent par leur chaine latérale, ce qui les rend utiles dans le traitement de la leucémie myéloïde chronique. 
Le tableau ci-dessous présente les structures des différents dérivés de la céphalotaxine avec leurs propriétés et fonctions spécifiques :   
| Nom                    | Omacétaxine mépésuccinate (anciennement Homoharringtonine HHT)                           | Harringtonine (HT)                                                   | Isoharringtonine (isoHT)                             | Désoxyharringtonine (déoxyHT)                              |
| ---------------------- | ---------------------------------------------------------------------------------------- | -------------------------------------------------------------------- | ---------------------------------------------------- | ---------------------------------------------------------- |
| Formule topologique    |                                                                                          |                                                                      |                                                      |                                                            |
| Formule brute          | C29H39NO9                                                                                | C28H37NO9                                                            | C28H37NO9                                            | C28H37NO8                                                  |
| Masse molaire (g/mol ) | 545,629                                                                                  | 531,59                                                               | 531,6                                                | 515,6                                                      |
| Propriétés             | Inhibiteur de la synthèse protéique et induit l'apoptose de certaines cellules tumorales | Inhibiteur de la synthèse des protéines dans les cellules eucaryotes | Inhibiteur des cellules cancéreuses en prolifération | Inhibiteur de protéines synthétisées à basse concentration |

## Applications
La CET est dotée de puissants effets anti-leucémiques par sa propriété résistante aux antagonistes des récepteurs de la tyrosine kinase. Elle inhibe de manière significative la variabilité de divers cellules leucémiques (HL-60, NB4, Jurkat, K562, Raji et MOLT-4). Des études ont démontré que la CET induisait l'apoptose des cellules leucémiques en activant la voie dépendante des mitochondries (apoptose mitochondriale), et interférait avec le flux de l'autophagie. L'inhibition du flux autophagique provoque l'augmentation de mitochondries endommagées qui favoriserait l'apoptose des cellules HL-60.  
Les effets de la CET sur les cellules leucémiques ont été détectés par un test-CCK-8, qui est une méthode de colorimétrie permettant de quantifier le nombre de cellules viables pendant leur prolifération. Ce test permet également de mesurer la cytotoxicité et a révélé des effets cytotoxiques distincts sur ces cellules. Ainsi, la CET présente des effets anti-leucémiques en induisant l'apoptose des cellules in vitro. 
En plus de ces effets anticancéreux, la céphalotaxine possède également des activités antivirales efficaces contre le virus Zika et l'hépatite B. 